# Wawel
Wawel（バベル）はチョコレート、ウエハース、チョコレートバーなどを生産する、ポーランドの菓子製造会社である。

## 歴史
アダム・ピアセツキはWawelを1898年に駄菓子屋として設立した。1910年には生産を専用工場に移転した。第二次世界大戦後に国有化されて、他のお菓子工場二ヶ所（PischingerとSuchard）と合併することになった。1992年に民営化されて、1998年にワルシャワ株式市場に上場して株式会社になった。2006年にこれらの工場三ヶ所が閉鎖されて、ドブチツェの新工場に移転された。2007年以来、株式の52.12％はHosta International社が購入した。